# Carl Eduard Otto
Carl Eduard Otto, född den 14 augusti 1795 i Dresden, död den 20 april 1869 Jena, var en tysk rättslärd. Han var son till matematikern Christian Gottlob Otto.
Otto studerade i Leipzig och Göttingen 1814–1820. Han var docent i Leipzig 1819–1822 och professor i Dorpat i romersk och tysk civilrätt 1832–1857. Han översatte till tyska (tillsammans med Carl Friedrich Ferdinand Sintenis och Bruno Schilling) hela "Corpus juris civilis" (sju band, 1830–1833; band I i andra upplagan 1839),